# آندره هان
آندره هان (آلمانی: André Hahn؛ زاده ۱۳ اوت ۱۹۹۰) یک بازیکن فوتبال اهل آلمان است.